# Vlag van Haelen

gemeentevlag van Haelen
(1991-2007)

De vlag van Haelen is op 16 september 1991 bij raadsbesluit vastgesteld als gemeentelijke vlag van de voormalige Limburgse gemeente Haelen. Aanleiding tot het instellen van een nieuwe vlag was de fusie met Horn in 1991. De vlag kan als volgt worden beschreven:
Vier banen van geel en rood in de verhouding 4:2:1:1, met in de broektop drie rode hoorns.
Het ontwerp van de vlag is van het LGOG. De kleuren zijn ontleend aan het gemeentewapen. Horn en Haelen vormden de kern van het Graafschap Horne. De gele baan boven met de hoorns is Horn, de onderhelft is de voorgaande gemeente Haelen, waarbinnen de brede rode baan Haelen zelf is en de smalle gele en rode banen de gemeenten Buggenum en Nunhem voorstellen. Deze waren in 1942 opgegaan in Haelen.
In 2007 ging Haelen op in de fusiegemeente Leudal. Hiermee kwam de vlag als gemeentevlag te vervallen. 

## Eerdere vlag

gemeentevlag van Haelen
(1982-1991)

Op 22 juni 1982 was door de toenmalige gemeente Haelen een eerdere vlag aangenomen. Deze kan als volgt worden beschreven:
Twee banen van gelijke hoogte van geel en rood met over alles heen 3 hoorns in een cirkel geplaatst, rood op het geel en wit op het rood.
De kleuren van deze vlag waren gebaseerd op het toenmalige gemeentewapen. De drie hoorns stonden voor het graafschap Horne; de plaatsing in een cirkel symboliseerde de drie-eenheid Haelen-Buggenum-Nunhem.
Het ontwerp was van Hans van Heyningen.

### Verwante afbeeldingen

Wapen van Haelen (1991)
Wapen van Haelen (1950)
Vlag van Horn

Ambt Montfort 
· Amby 
· Arcen en Velden 
· Baexem 
· Beegden 
· Belfeld 
· Bemelen 
· Berg en Terblijt 
· Bocholtz 
· Born 
· Broekhuizen 
· Cadier en Keer 
· Echt 
· Eijsden 
· Elsloo 
· Eygelshoven 
· Geleen 
· Grathem 
· Grubbenvorst 
· Haelen 
· Heel 
· Heel en Panheel 
· Heer 
· Helden 
· Herten
· Heythuysen 
· Hoensbroek 
· Horn 
· Horst 
· Hulsberg 
· Hunsel 
· Kessel 
· Klimmen 
· Limbricht 
· Linne 
· Maasbracht 
· Maasbree 
· Margraten 
· Meerlo-Wanssum 
· Meijel 
· Melick en Herkenbosch 
· Montfort 
· Munstergeleen 
· Neer 
· Nieuwenhagen 
· Nieuwstadt 
· Nuth 
· Ohé en Laak 
· Onderbanken 
· Ottersum 
· Posterholt 
· Roggel 
· Roggel en Neer 
· Schaesberg 
· Schinnen 
· Sevenum 
· Sint Odiliënberg 
· Sittard 
· Stevensweert 
· Stramproy 
· Susteren 
· Swalmen 
· Tegelen 
· Thorn 
· Ubach over Worms 
· Ulestraten 
· Urmond 
· Valkenburg-Houthem 
· Vlodrop 
· Wessem 
· Wittem